# Pietà (película)
Pietà (Hangul: 피에타) es una película escrita y dirigida por Kim Ki-duk, director surcoreano. Describe la relación misteriosa entre un prestamista y una mujer de mediana edad que dice ser su madre. Mezcla simbolismo cristiano con contenidos de sexualidad explícita.
Presentada en la 69.ª Mostra de Venecia, donde ganó el León de Oro a la Mejor Película. Fue la primera película coreana que ganó uno de los premios internacionales de cine más importantes — Venecia, Cannes y Berlín.
El título hace referencia al concepto cristiano de Pietà (lástima) y por antonomasia a la escultura de la Virgen María y el cadáver de Jesús del genial Michelangelo Buonarroti.

## Sinopsis
Kang-do es un hombre que no tiene familia. Su trabajo es acechar y torturar a los deudores. Su jefe es un usurero que reclama un 10% al mes en un préstamo. Para recuperar el dinero, los deudores firman un seguro de vida, y Kang-do se ocupa de herirlos brutalmente para archivar la reclamación. Un día recibe una visita de una mujer extraña, de mediana edad que dice ser su madre. Durante las semanas siguientes, la mujer tozudamente le sigue y le impide hacer su trabajo.

## Intérpretes
- Lee Jung-jin ... Lee Kang-do[17]
- Jo Min-su ... Jang Mi-sun
- Kang Eun-jin ... Myeong-ja, mujer de Hun-cheol
- Woo Gi-hong ... Hun-cheol
- Cho Jae-ryong ... Tae-seung
- Lee Myeong-ja ... Madre del hombre que se suicida con pastillas
- Heo Jun-seok ... Hombre que se suicidó
- Kwon Yul ... Hombre con guitarra
- Song Mun-su ... Hombre que se arrojó al vacío
- Kim Beom-jun ... Myeongdong
- Son Jong-hak ... Jefe del prestamista
- Jin Yong-ok ... Hombre
- Kim Seo-hyeon ... Mujer vieja
- Yu Ha-bok ... Hombre del contenedor
- Seo Jae-gyeong ... Niño
- Kim Jae-rok ... Monje
- Lee Ganó-jang ... Sang-gu, se suicida colgándose
- Kim Sol-mo ... Jong-do, vecino
- Kang Seung-hyeon ... Dueño de una tienda
- Hwang Sol-hui ... Mujer vieja

## Producción

### Distribución
Pietà fue presentada a concurso en la 69.ª edición de la Mostra de Venecia el día 4 de septiembre de 2012. Fue estrenada en Corea del Sur el 6 de septiembre de 2012.
La película ha sido vendida a 20 países para distribución internacional, incluyendo Italia, Alemania, Rusia, Noruega, Turquía, Hong Kong, y Grecia. Drafthouse, un distribuidor independiente, la ha distribuido en América del Norte.

### Recepción
La película, que ganó el León de Oro en la 69.ª edición de la Mostra de Venecia, obtuvo las más diversas reacciones. Michael Mann, que presidió el jurado, dijo que la película destacada por su "visceralidad". También dejaron sus críticas Leslie Felperin u Oliver Lyttelton.

## Controversias

### Violencia sexual
La representación de la violencia y la sexualidad en el filme ha causado cierta polémica. La relación entre Kang-do y la mujer que reclama ser su madre ha provocado reacciones intensas de la crítica. Una de las escenas más polémicas en la película presenta a su protagonista, Kang-do, alimentando a su madre con su propio cuerpo. En otro momento, Kang-do se masturba de manera brutal.

## Premios
2012 69.ª Mostra de Venecia
- León de Oro

2012 32.ª Asociación Coreana de Premios de Críticos de la Película
- Película mejor
- Director mejor - Kim Ki-duk
- Actriz mejor - Jo Min-su
- FIPRESCI Rama coreana

2012 49.ª Campana Magnífica Premios
- Actriz mejor - Jo Min-su
- Premio de Jurado especial - Kim Ki-duk

2012 Premios de Arte y Cultura Popular coreana
- Eun-gwan Orden de Mérito Cultural - Kim Ki-duk
- Okgwan Orden de Mérito Cultural - Jo Min-su
- Okgwan Orden de Mérito Cultural - Lee Jung-jin

2012 6.ª Asia Pacific Premios de Pantalla
- Pantalla Jurado Internacional Premio Magnífico - Jo Min-su

2012 33.º Premios de Cine Dragón Azul
- Mejor Película

2012 2.º Premios de la Fundación Shin Young-kyun
- Premio magnífico - Kim Ki-duk

2012 Conferencia de Críticos de Arte de Corea
- Premio Mejor Artista - Kim Ki-duk

2012 Mujeres en Filmar Premios de Corea
- Más Premio Técnico - Parque En-joven (director de música)

2012 Premios Satellite
- Premio Satellite a la mejor película extranjera 2012, en la 9.ª edición del Festival Internacional de Cine de Dubái.[50]
- Mejor Director (Muhr AsiaAfrica) - Kim Ki-duk

2012 Película de Corea la asociación del actor
- Lifetime Premio de consecución - Kim Ki-duk
- Premio de consecución - Jo Min-su
- Premio de consecución - Lee Jung-jin

2013 4.º KOFRA Premios de Película (Asociación de Reporteros de Película de Corea)
- Mejor Película de 2012
- Mejor Actriz - Jo Min-su

2013 23.º Fantasporto la semana del director
- Mejor Película
- Mejor Actriz - Jo Min-su

2013 7.ª Película asiática Premios
- Actriz Favorita - Jo Min-su